# Ганга Дін (фільм)
Ганга Дін (англ. Gunga Din) — американський пригодницький фільм 1939 року з виробництва RKO Radio Pictures, режисера Джорджа Стівенса. В головних ролях — Кері Грант, Віктор МакЛаглен та Дуглас Фербенкс-молодший. Стрічка базується на однойменній поемі 1890 року Редьярда Кіплінга. У фільмі йдеться про пригоди трьох британських сержантів та тубільця Гунга Діна в колоніальній Британській Індії.
У 1999 році «Ганга Дін» був визнаний бібліотекою Конгресу Сполучених Штатів «культурним, історичним чи естетично значущим фільмом» та доданий для збереження до Національного реєстру фільмів.

## Сюжет
На північно-західній межі Індії 1880 року, втрачено контакт з британським форпостом у Тантрапурі під частелеграфного повідомлення. Полковник Від відправляє загін з 25 військовослужбовців британської армії Індії для розслідування. Загін очолюють три сержанти Корпусу королівських інженерів: Макчесні, Каттер та Балантайн, давні друзі та ветерани. Хоча в них є певні проблеми з дисципліною, вони підходять для цієї небезпечної місії. Загін супроводжують шість індійських табірних працівників, серед яких Гунга Дін, який прагне підняти свій статус і стати солдатом Королеви…

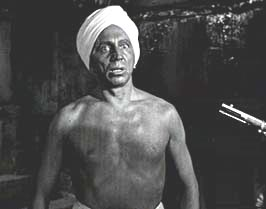
Сем Джаффе у ролі Ганга Діна

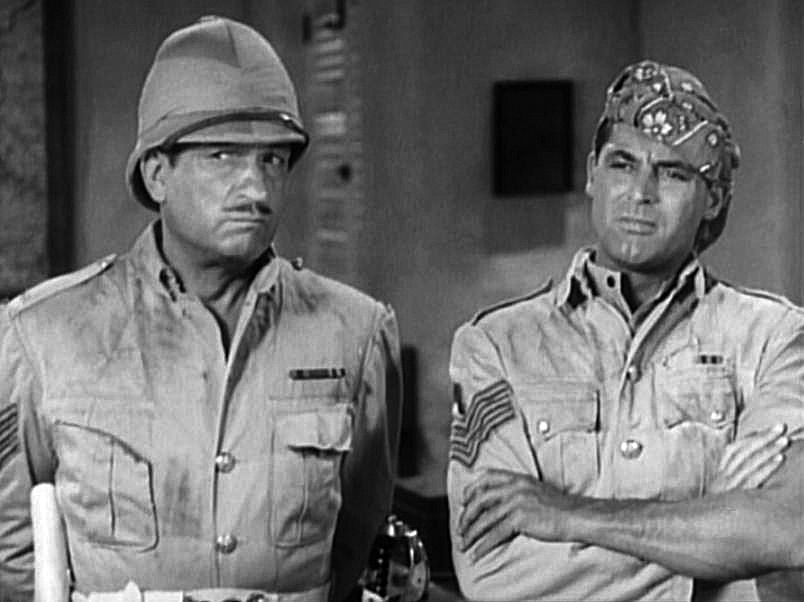
Віктор Маклаглен та Кері Гранта

## У ролях
- Кері Грант — сержант Каттер
- Віктор МакЛаглен — сержант Макчесні
- Дуглас Фербенкс-молодший — сержант Балантайн
- Сем Джаффе — Ганга Дін
- Едуардо Чьянеллі — Гуру
- Джоан Фонтейн — Еммі Стеббінс
- Монтегю Лав — полковник Від
- Роберт Кут — сержант Хіггінботам
- Ебнер Біберман — Шота
- Ламсден Хейр — майор Мітчелл
- Сесіл Келевей — Містер Стеббінс (не вказаний у титрах)
- Реджінальд Шеффілд — Редьярд Кіплінг (не вказаний у титрах)
- Джордж Регас — вождь бандитів (не вказаний у титрах)
- Роланд Варно — лейтенант Маркхем (не вказаний у титрах)

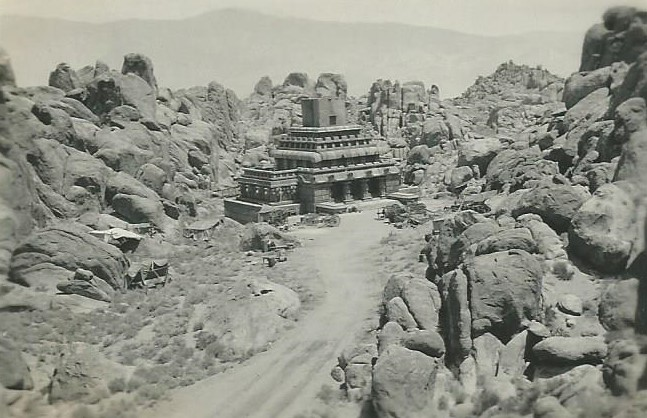
Декорація храму в штаті Алабама-Хіллз (фото зроблено Едвардом Д. Слі в 1937 або 38 роках)

Права на поему Кіплінга були придбані продюсером Едвардом Смолом в 1936 році за 4 700 фунтів. RKO отримала права після того, як Едвард перейшов на роботу у компанію. Вільям Фолкнер зробив перший драфт сценарію, коли за проєктом був закріплений Говард Гоукс. Після провалу фільму «Виховання крихітки», Гоукс був звільнений, а замість нього призначений Джордж Стівенс.
Дуглас Фербенкс-молодший стверджував, що Говард Гоукс дав йому роль сержанта Каттера, але потім він сам попросив зіграти Балантайна.

### Зйомки
Зйомки фільму розпочалися 24 червня 1938 року, а завершилися 19 жовтня 1938 року. Прем'єра фільму відбулася в Лос-Анджелесі 24 січня 1939 року.
Фільм містить сцену наприкінці, в якій вигаданий Редьярд Кіплінг, якого зіграв Реджінальд Шеффілд, стає свідком подій, які надихають його написати вірш, на якому базується стрічка. Однак у сцені, в якій вірш вперше прочитаний, цитуються лише ті частини поеми, які співвідносяться з подіями фільму. Після заперечень родини Кіплінга персонаж був вирізаний з більшості копій фільму, але на сьогоднішній час сцени з Кіплінгом входять в сучасну версію фільму.

## Прийом

### Бокс-офіс
Фільм заробив 2 807 000 доларів США та посів 10 місце в рейтингу найбільш прибуткових фільмів 1939 року.

### Критика
Журнал «Тайм» дав «Ганга Діну» позитивний відгук. Було також зазначено, що фільм був частиною недавнього голлівудського тренду виготовлених комедій, повторних релізів, та римейків, порівнюючи «Ганга Діна» з декількома попередніми фільмами, такими як «Життя бенгальського списоносця», «Заряд легкої бригади Атака легкої кавалерії» та «Барабани».
Після критики з боку індійської преси, фільм був заборонений у Бенгалії та Бомбеї, а потім ще і в Японії, оскільки «шкодить сентиментам дружньої нації».

### Нагороди
У 1999 році фільм був визнаний «культурно значущим» бібліотекою Конгресу США та відібраний для збереження в Національному реєстрі фільмів.

## Вплив
Фільм неодноразово цитували в інших стрічках:
- У стрічці "Допоможіть! (1965) «Бітлз» переслідує культ, який нагадує культ з «Ганга Діна».[11]
- В фільмі «Вечірка» (1968) Пітер Селлерс грає актора, що знімається в головній ролі в фільмі «Син Ганга Діна».[12]
- В фільмі 1984 року «Індіана Джонс і Храм Долі» (події якого розгортаються в Індії 1935 року), багато подій та сцен, що взяті безпосередньо з «Ганга Діна».[13]